# Tillandsia floridana
Tillandsia floridana är en gräsväxtart som först beskrevs av Lyman Bradford Smith, och fick sitt nu gällande namn av Hans Edmund Luther. Tillandsia floridana ingår i släktet Tillandsia och familjen Bromeliaceae. Inga underarter finns listade i Catalogue of Life.